# 是愛、是緣
《是愛、是緣》（英語：Love & Romance）是香港歌手黎明的粵語錄音室專輯，全碟由陳永明監製，專輯於1991年6月5日由唱片公司寶麗金首次發行。此專輯獲得四白金銷量，並取得IFPI香港唱片銷量大獎的全年銷量冠軍大獎。

## 背景
《是愛、是緣》是黎明出道以來發行的第三張專輯，收錄了10首歌曲，包括電視廣播有限公司當時正在播放的電視連續劇《今生無悔》的插曲〈對不起，我愛妳〉及〈人在黎明〉，專輯原定於1991年7月發行，唱片公司其後決定提早於6月5日推出市面，以配合電視劇的宣傳工作。

## 製作
《是愛、是緣》的主打歌曲之一〈對不起，我愛你〉是一首以情侶分手為題材的苦情歌，歌曲名稱由「對不起」和「我愛你」兩組互相矛盾的字句組成，歌詞內容以第一人稱的角度講述男主角掛念自己心愛的人，透過117字的歌詞反映出男主角忐忑的內心，但沒有交代分手的前因後果，留下空間讓聽眾自行想像。此歌曲的音樂短片由張文幹執導，陳淑蘭擔任女主角，劇情參考自電影《時光倒流七十年》。〈人在黎明〉是黎明第二首將自己名字嵌入歌名和歌詞的作品，歌名以時間來營造語境，比喻現在是重新振作的時候，填詞人陳少琪以密集式的負面情緒形容詞來表達主人翁的絕望。

### 唱片版本
- 24K Gold：1994年
- 寶麗金20世紀光輝印記版：1999年
- 環球復黑版：2007年8月24日
- 黑膠唱片版：Abbey Road Studios重新取樣製版，2019年7月11日。
- 24K Gold 再版：2020年6月23日
- 環球經典禮讚：2021年3月19日，是將黎明前3張大碟捆綁發售。

## 曲目列表
| 曲序     | 曲目                |          | 作曲                          | 编曲     | 备注                                                      | 时长  |
| -------- | ------------------- | -------- | ----------------------------- | -------- | --------------------------------------------------------- | ----- |
| 1.       | 對不起，我愛妳      | 向雪懷   | 盧東尼                        | 盧東尼   | 電視劇《今生無悔》插曲，國語版為〈愛還是不要說的好〉      | 3:44  |
| 2.       | 為甚麼我們只是朋友? | 向雪懷   | 伍思凱                        | 鮑比達   | 原曲為庹宗華的〈好像你才是我的情人〉                      | 4:06  |
| 3.       | 醉舞                | 潘偉源   | 黃舒駿                        | 唐奕聰   | 改編自黃舒駿同名國語歌曲                                  | 4:41  |
| 4.       | OH! 夜              | 陳少琪   | 小田和正                      | 唐奕聰   | 原曲為小田和正的〈Oh! Yeah!〉                             | 4:06  |
| 5.       | 危險的她            | 陳少琪   | 黎沸揮                        | 鮑比達   | 改編自黎沸揮同名國語歌曲                                  | 4:00  |
| 6.       | 夜夜夢中見          | 向雪懷   | Nobody                        | 盧東尼   | 原曲為阿部寬的〈君に捧げる歌〉                            | 4:41  |
| 7.       | 人在黎明            | 陳少琪   | 高人傑                        | 盧東尼   | 電視劇《今生無悔》插曲 原曲為高人傑的〈多少年才學會專一〉 | 4:25  |
| 8.       | 是愛是緣            | 簡寧     | 陳永明                        | 盧東尼   |                                                           | 3:42  |
| 9.       | 午夜夢迴            | 因葵     | 皮尔卢吉·吉比尼 保罗·马佐利尼 | 周啟生   | 原曲為Gazebo（保罗·马佐利尼）的〈Lunatic〉                | 4:17  |
| 10.      | 柔情冷看千夫指      | 向雪懷   | 盧東尼                        | 盧東尼   | 電視劇《大地飛鷹》主題曲                                  | 3:23  |
| 总时长： | 总时长：            | 总时长： | 总时长：                      | 总时长： | 总时长：                                                  | 41:05 |

## 幕後製作人員
以下為《是愛、是緣》的幕後製作人員名單：
- 鍵琴：盧東尼（曲目1,6－8,10）、鮑比達（曲目2,5）、唐奕聰（曲目3,4）、周啟生（曲目9）
- 結他：蘇德華（曲目1,2,5－8）、鄧建明（曲目3,4）
- 低音結他：林志宏（曲目1,3,4,7）
- 鼓：陳偉強（曲目1,7）
- 口琴：Dave Packer（曲目1）
- 色士風：Dick Lee（曲目3,6）
- 電子樂器：盧東尼（曲目1,6－8,10）、鮑比達（曲目2,5）、唐奕聰（曲目3,4）、周啟生（曲目9）
- 和音：張偉文（曲目1－7,9,10）、陳美鳳（曲目1－3,7,10）、譚錫禧（曲目1－7,9,10）、李小梅（曲目1－10）、曹潔敏（曲目4－6,8,9）、雷有曜（曲目8）、雷有輝（曲目8）
- 插圖：Jessie Tang
- 統籌：Anthony E. Hui
- 設計：The Communicator
- 設計概念、美術指導：William Szeto
- 攝影：Jonny Koo
- 混音：陳永明
- 錄音：歐丁球、龐維濱、Philip Kwok、吳子良、何漢明、Temple Ho、陳永明
- 監製：陳永明

## 迴響及評論

### 專輯銷量
此專輯在發行前的訂單數目達到十萬張以上（雙白金唱片），而在發行後的兩個月內銷量已經超過二十萬張（四白金唱片），獲得IFPI香港唱片銷量大獎的「最高銷量廣東唱片」獎，主打歌〈對不起，我愛妳〉、〈OH! 夜〉、〈夜夜夢中見〉登上了香港三大電子媒體的音樂流行榜，當中的〈對不起，我愛妳〉在各流行榜登均獲得冠軍，成為「三台冠軍歌」。評論認為當時香港樂壇的知名歌手相繼退出競爭，一些二線歌手又未能攀升一級，唱片市道遜於過去，黎明的唱片銷量成績為香港本地樂壇注入強心劑。黎明對銷量成績感到滿意，他認為此專輯配合了電視劇《今生無悔》的推出，在宣傳方面產生了推廣效果。

### 曲詞演繹
報章評論指這張專輯的選歌多元化，除了香港作品外，亦收錄了台灣、日本及新加坡的作品，且認為歌曲〈對不起，我愛妳〉的曲詞優美，黎明演繹此曲時鼻音不明顯，咬字及開嗓技巧較以往進步；〈為甚麼我們只是朋友?〉的特別和吸引之處是進入副歌時以一段獨白作橋樑，以及結他手蘇德華的獨奏；〈醉舞〉的前段以低沉的音調、呢喃的唱法來處理，接著升高八度，歌曲結構特別，黎明的演繹此曲的表現可圈可點；〈OH! 夜〉的其中一段以一問一答形式唱出，黎明的聲音感性，是一首討好聽眾的情歌，但也有評論指這首改編歌的悅耳度跟原曲相距甚遠；〈危險的她〉改編自黎沸揮的同名國語歌，歌曲填上粵語歌詞後，在基本的詞意上寄託了更深遠的意境，使整首歌更趨完美，同時也有評論認為這首歌在此專輯而言只算中規中矩；〈夜夜夢中見〉是一首優美抒情，能討好聽眾的情歌；〈人在黎明〉是台灣輕搖滾歌手高人傑的作品，黎明演繹得較為激情，感覺是吃力和過份造作，刻意將歌與人牽上關係；〈是愛是緣〉是一首耐聽的動人情歌，蘇德華的結他伴奏發揮作用，而黎明的演繹亦自然流暢，此外，評論指黎明當時唱歌的聲線並不適合節奏強勁的歌曲，他演繹〈午夜夢迴〉及〈柔情冷看千夫指〉的表現不太討好，而此專輯以慢歌為主是明智的決定。

## 流行榜成績
以下是此專輯的派台歌曲名單及其歌曲在香港三大電子媒體流行榜的最高位置：
| 派台歌曲           | 叱咤樂壇流行榜 | 中文歌曲龍虎榜 | 勁歌金榜 |
| ------------------ | -------------- | -------------- | -------- |
| 〈對不起，我愛你〉 | 兩週冠軍       | 冠軍           | 兩週冠軍 |
| 〈Oh!夜〉          | 冠軍           | 第11位         | 亞軍     |
| 〈夜夜夢中見〉     | 第16位         | 未能上榜       | 未能上榜 |

## 獎項
以下是《是愛、是緣》專輯及收錄於專輯的歌曲獲頒發的獎項：
- 電視廣播有限公司1991年度勁歌金曲季選——第二季得獎歌曲〈對不起，我愛你〉[20][21]
- 電視廣播有限公司1991年度勁歌金曲季選——第三季得獎歌曲〈Oh﹗夜〉[22][23]
- 電視廣播有限公司1991年度十大勁歌金曲頒獎典禮——十大勁歌金曲獎〈對不起，我愛你〉[24]
- 香港電台1991年度十大中文金曲頒獎音樂會——十大中文金曲獎〈對不起，我愛你〉[25]
- IFPI香港唱片銷量大獎——最高銷量廣東唱片[26][27]

## 音樂錄像

### 原人演出
- 〈對不起，我愛妳〉（寶麗金全曲卡拉OK POL33012（1991年、部份原聲）、寶麗金卡拉OK碟聖巨星MTV Vol.2（1992年、原聲）和寶麗金卡拉OK碟聖黎明原裝MUSIC VIDEOS卡拉OK精選（1994年、原聲））
- 〈OH!夜〉（寶麗金卡拉OK碟聖巨星MTV（1991年、原聲）、寶麗金卡拉OK碟聖黎明原裝MUSIC VIDEOS卡拉OK精選（1994年、原聲））
- 〈人在黎明〉（寶麗金全曲卡拉OK POL33012（1991年、部份原聲）、寶麗金卡拉OK碟聖巨星MTV（1991年、原聲）和寶麗金卡拉OK碟聖黎明原裝MUSIC VIDEOS卡拉OK精選（1994年、原聲））

### 非原人演出
- 〈OH!夜〉（寶麗金全曲卡拉OK POL33012（1991年、部份原聲）和寶麗金卡拉OK碟聖17巨星原裝金曲（1992年、原聲））
- 〈夜夜夢中見〉（寶麗金卡拉OK碟聖9粵語歌曲精選（1991年、部份原聲））
- 〈是愛是緣〉（寶麗金卡拉OK碟聖12粵語歌曲精選（1992年、非原聲））
- 〈對不起，我愛妳〉（寶麗金全曲卡拉OK碟聖21巨星原裝金曲（1993年、原聲）